# Elizabeta Burg
Elizabeta Burg (Vrbanja, 1º ottobre 1993) è una modella croata, incoronata Miss Universo Croazia 2012 il 1º aprile 2012 presso il Crystal Ballroom del Westin Hotel di Zagabria.
Dietro di lei si sono classificate al secondo ed al terzo posto, rispettivamente, Monica Mrvelj e Dorotea Zoric.
Al momento dell'incoronazione Elizabeta Burg, che è alta un metro e settantotto, era una studentessa alla facoltà di medicina presso l'università "Andrija Štampar" di Vinkovci. Oltre alla croato, la modella parla fluentemente anche inglese e tedesco.
Vincendo il titolo, la Burg si è guadagnata il diritto di rappresentare la Croazia al prestigioso concorso di bellezza internazionale Miss Universo 2012, che si terrà a dicembre.